# Pediobius metallicus
Pediobius metallicus är en stekelart som först beskrevs av Christian Gottfried Daniel Nees von Esenbeck 1834.  Pediobius metallicus ingår i släktet Pediobius och familjen finglanssteklar. Arten är reproducerande i Sverige. Inga underarter finns listade i Catalogue of Life.